# Wargemoulin-Hurlus
Wargemoulin-Hurlus est une commune française, située dans le département de la Marne en région Grand Est.

## Géographie
|                           |                    | Minaucourt-le-Mesnil-lès-Hurlus |
| Souain-Perthes-lès-Hurlus | Wargemoulin-Hurlus |                                 |
| Somme-Suippe              | Laval-sur-Tourbe   |                                 |

### Hydrographie
La commune est dans la région hydrographique « la Seine du confluent de l'Oise (inclus) à l'embouchure » au sein du bassin Seine-Normandie. Elle est drainée par la Tourbe,.
La Tourbe, d'une longueur de 21 km, prend sa source dans la commune de Somme-Tourbe et se jette  dans divers bras de la Tourbe à Servon-Melzicourt, après avoir traversé dix communes. 

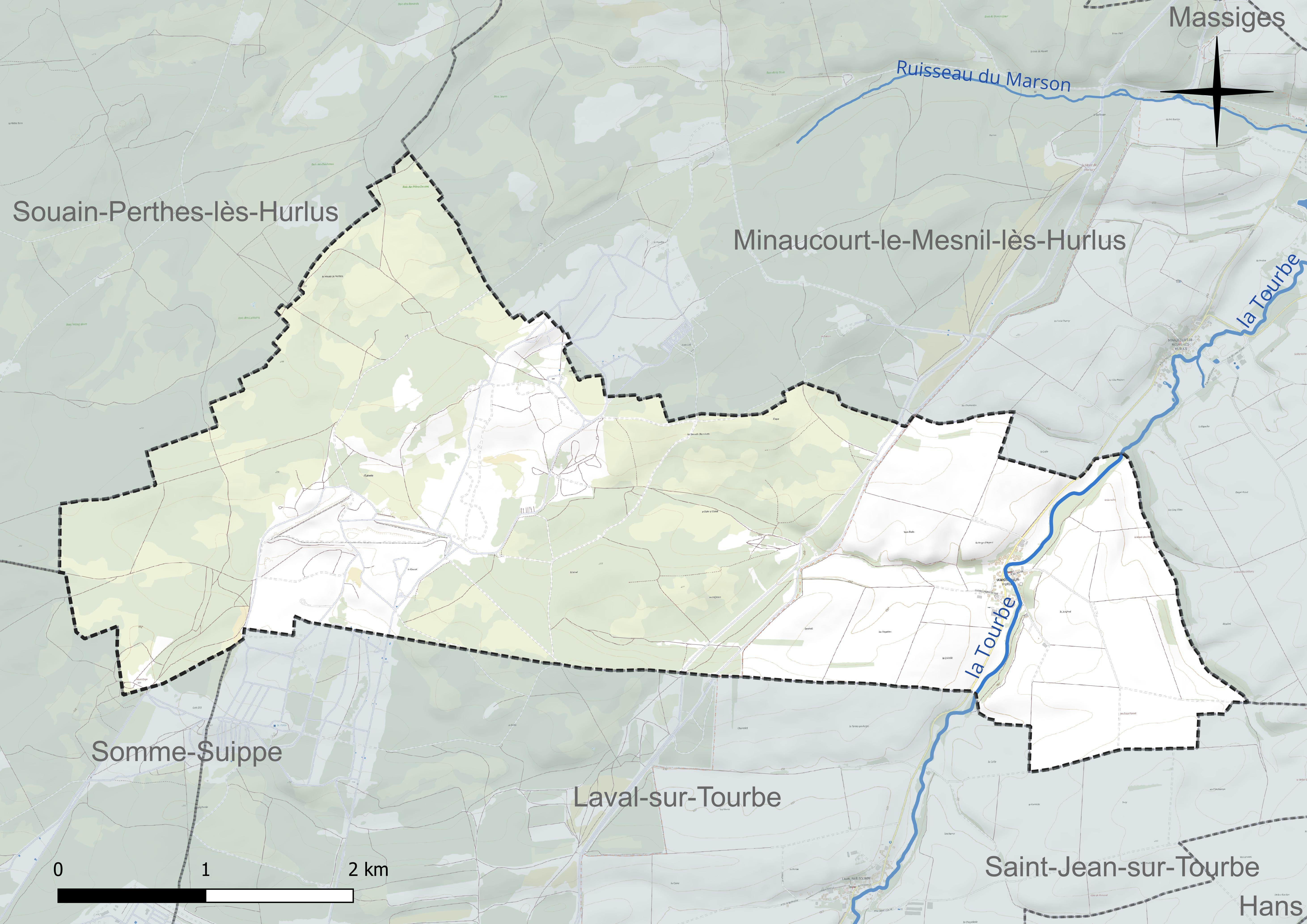
Réseau hydrographique de Wargemoulin-Hurlus.

### Climat
Pour des articles plus généraux, voir Climat du Grand Est et Climat de la Marne.
En 2010, le climat de la commune est de type climat des marges montargnardes, selon une étude du Centre national de la recherche scientifique s'appuyant sur une série de données couvrant la période 1971-2000. En 2020, Météo-France publie une typologie des climats de la France métropolitaine dans laquelle la commune est exposée à un climat océanique altéré et est dans la région climatique  Nord-est du bassin Parisien, caractérisée par un ensoleillement médiocre, une pluviométrie moyenne régulièrement répartie au cours de l’année et un hiver froid (3 °C). 
Pour la période 1971-2000, la température annuelle moyenne est de 10,2 °C, avec une amplitude thermique annuelle de 15,9 °C. Le cumul annuel moyen de précipitations est de 834 mm, avec 12,8 jours de précipitations en janvier et 8,8 jours en juillet. Pour la période 1991-2020, la température moyenne annuelle observée sur la station météorologique de Météo-France la plus proche, « Argers », sur la commune d'Argers à 15 km à vol d'oiseau, est de 10,9 °C et le cumul annuel moyen de précipitations est de 739,4 mm. 
La température maximale relevée sur cette station est de 41,1 °C, atteinte le 25 juillet 2019 ; la température minimale est de −17,5 °C, atteinte le 20 décembre 2009,,. 
Les paramètres climatiques de la commune ont été estimés pour le milieu du siècle (2041-2070) selon différents scénarios d'émission de gaz à effet de serre à partir des nouvelles projections climatiques de référence DRIAS-2020. Ils sont consultables sur un site dédié publié par Météo-France en novembre 2022.

## Urbanisme

### Typologie
Au 1er janvier 2024, Wargemoulin-Hurlus est catégorisée commune rurale à habitat très dispersé, selon la nouvelle grille communale de densité à sept niveaux définie par l'Insee en 2022.
Elle est située hors unité urbaine et hors attraction des villes,.

### Occupation des sols
L'occupation des sols de la commune, telle qu'elle ressort de la base de données européenne d’occupation biophysique des sols Corine Land Cover (CLC), est marquée par l'importance des forêts et milieux semi-naturels (70 % en 2018), une proportion sensiblement équivalente à celle de 1990 (70,1 %). La répartition détaillée en 2018 est la suivante : 
milieux à végétation arbustive et/ou herbacée (54,8 %), terres arables (26,9 %), forêts (15,2 %), zones agricoles hétérogènes (3,1 %). L'évolution de l’occupation des sols de la commune et de ses infrastructures peut être observée sur les différentes représentations cartographiques du territoire : la carte de Cassini (XVIIIe siècle), la carte d'état-major (1820-1866) et les cartes ou photos aériennes de l'IGN pour la période actuelle (1950 à aujourd'hui).

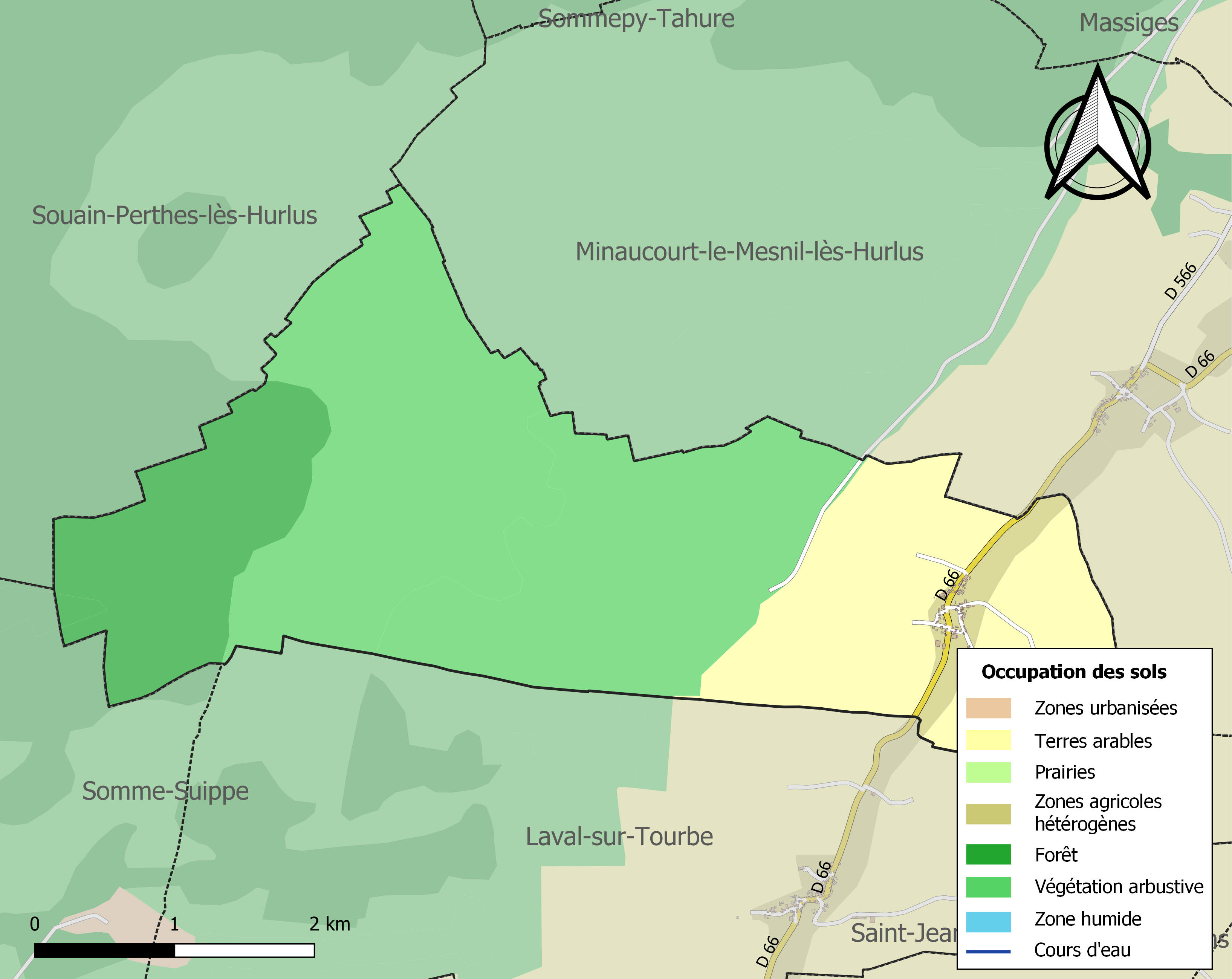
Carte des infrastructures et de l'occupation des sols de la commune en 2018 (CLC).

## Toponymie
- Wargemoulin : Wargemolin (1184) ; Molendinum de Warge-Molin (1208) ; Vargemolin (vers 1300) ; Verge-Moulin (1306) ; Varge-Moulin (1461) ; Wurgemolin (1573) ; Vurage-Moulin (1711) ; Warge-Moulin (XVIIIe siècle)[15].

- Hurlus, était un petit village de la Marne déserté par ses habitants lors de la Première Guerre mondiale après avoir été anéanti attesté sous les formes Ursluus (XIe siècle) ; Ullus, Urlus (1303-1312) ; Urlu, Hurlu (1686)[16].

La moutarde blanche ( sinapis alba ) avait été nommée hurlu en Champagne. On explique ce mot comme un dérivé avec changement de suffixe de hurel, « hérissé », qualifiant l’aspect irrégulier d’un champ de sénevé. On retrouve ce mot dans les Hurlutières, un lieu-dit de Les Étilleux ( Eure-et-Loir ).

À la fin du Moyen Âge, les protestants sont surnommés les gueux ou les hurlus, termes péjoratifs.

## Histoire

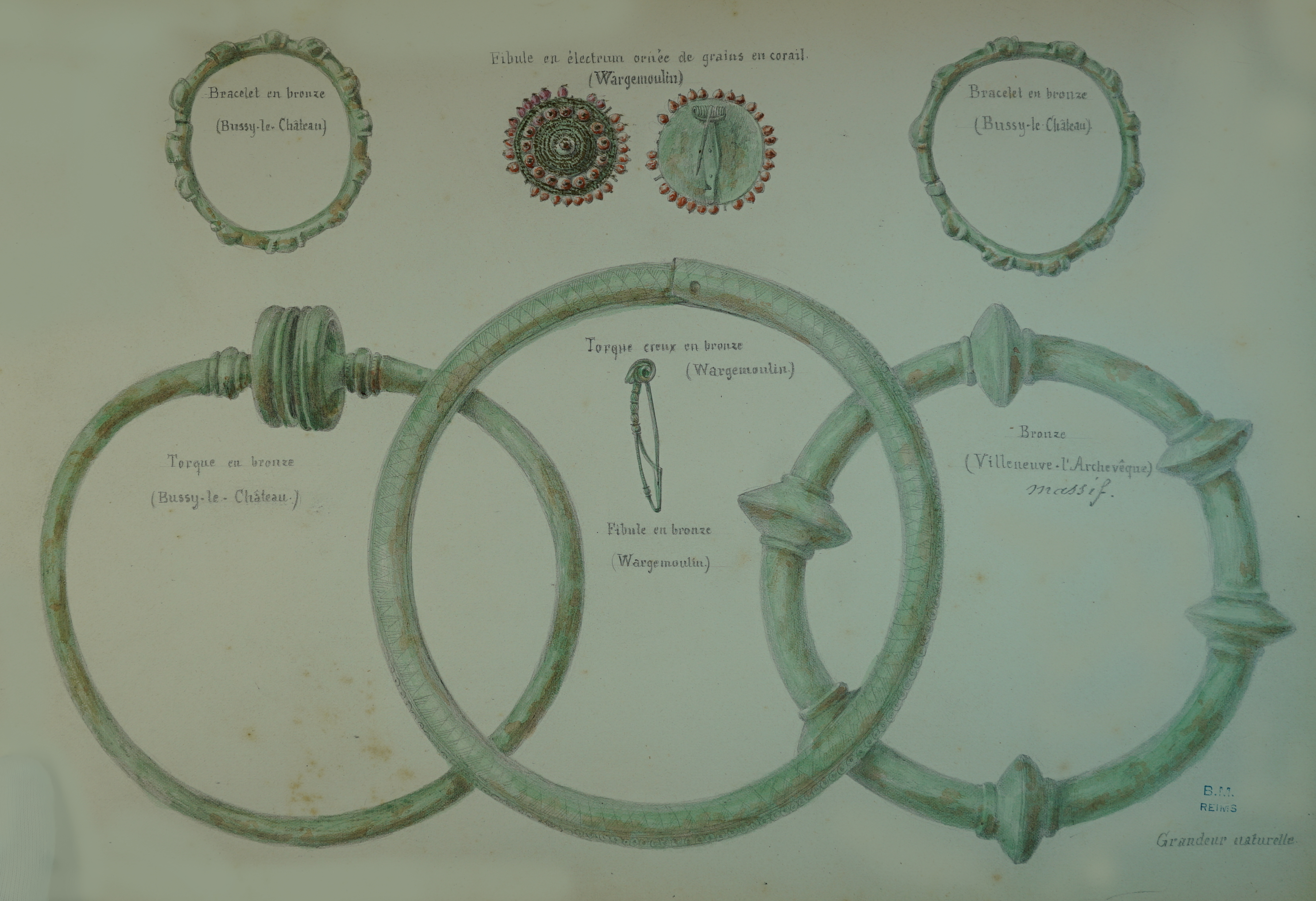
au centre deux des fibules de Wargemoulin.

Des fouilles du XIXe siècle ont mis au jour trois fibules remarquables en or avec des perles de corail.
Au Moyen Âge, l'abbaye de Moiremont touchait la moitié des dîmes dans les communes de Minaucourt et Wargemoulin,  l'abbaye Saint-Remi de Reims les cinq douzièmes et l'hospice de Sainte-Menehould touchait le douzième. Le curé de Minauconrt recevait une pension de vingt cinq livres, pour sa portion congrue, sur les dîmes de Minaucourt et de Wargemoulin.
En 1950, la commune de Hurlus, totalement détruite lors de la Première Guerre mondiale, est supprimée et absorbée par Wargemoulin, devenant Wargemoulin-Hurlus.

## Politique et administration

### Rattachements administratifs et électoraux
La commune se trouve dans le département de la Marne. Elle était rattachée à l'arrondissement de Sainte-Menehould, mais celui-ci est supprimé par décret du 29 mars 2017, et la commune intégrée le 31 mars 2017 à l'arrondissement de Châlons-en-Champagne.
Pour l'élection des députés, elle fait partie depuis 1986 de la quatrième circonscription de la Marne.
Elle faisait partie depuis 1793 du canton de Ville-sur-Tourbe. Dans le cadre du redécoupage cantonal de 2014 en France, la commune est désormais intégrée au canton d'Argonne Suippe et Vesle.
.

### Intercommunalité
La commune, antérieurement membre de la communauté de communes du canton de Ville-sur-Tourbe, est membre, depuis le 1er janvier 2014, de la CC de l'Argonne Champenoise.
En effet, conformément au schéma départemental de coopération intercommunale de la Marne du 15 décembre 2011, cette communauté de communes de l'Argonne Champenoise est issue de la fusion, au 1er janvier 2014,  de : 
- la communauté de communes du Canton de Ville-sur-Tourbe ;
- de la communauté de communes de la Région de Givry-en-Argonne ;
- et de la communauté de communes de la Région de Sainte-Menehould.

Les communes isolées de Cernay-en-Dormois, Les Charmontois, Herpont et Voilemont ont également rejoint l'Argonne Champenoise à sa création.

### Liste des maires
| Période                                  | Période  | Identité          | Étiquette   | Qualité  |
| ---------------------------------------- | -------- | ----------------- | ----------- | -------- |
| Les données manquantes sont à compléter. |          |                   |             |          |
| 1999                                     | 2014     | Roger Janson      | UMP puis SE | Retraité |
| 2014                                     | 2017     | Stéphanie Herbert |             |          |
| 2017                                     | En cours | Daniel Janson     |             |          |

## Démographie
L'évolution du nombre d'habitants est connue à travers les recensements de la population effectués dans la commune depuis 1793. Pour les communes de moins de 10 000 habitants, une enquête de recensement portant sur toute la population est réalisée tous les cinq ans, les populations de référence des années intermédiaires étant quant à elles estimées par interpolation ou extrapolation. Pour la commune, le premier recensement exhaustif entrant dans le cadre du nouveau dispositif a été réalisé en 2007.

En 2022, la commune comptait 46 habitants, en stagnation par rapport à 2016 (Marne : −1,19 %, France hors Mayotte : +2,11 %).
| 1793 | 1800 | 1806 | 1821 | 1831 | 1836 | 1841 | 1846 | 1851 |
| ---- | ---- | ---- | ---- | ---- | ---- | ---- | ---- | ---- |
| 64   | 62   | 64   | 65   | 94   | 104  | 85   | 79   | 68   |

| 1856 | 1861 | 1866 | 1872 | 1876 | 1881 | 1886 | 1891 | 1896 |
| ---- | ---- | ---- | ---- | ---- | ---- | ---- | ---- | ---- |
| 81   | 87   | 96   | 95   | 79   | 87   | 90   | 82   | 77   |

| 1901 | 1906 | 1911 | 1921 | 1926 | 1931 | 1936 | 1946 | 1954 |
| ---- | ---- | ---- | ---- | ---- | ---- | ---- | ---- | ---- |
| 74   | 70   | 66   | 59   | 84   | 69   | 72   | 63   | 63   |

| 1962 | 1968 | 1975 | 1982 | 1990 | 1999 | 2006 | 2007 | 2012 |
| ---- | ---- | ---- | ---- | ---- | ---- | ---- | ---- | ---- |
| 57   | 55   | 47   | 45   | 48   | 43   | 48   | 49   | 47   |

| 2017 | 2022 | - | - | - | - | - | - | - |
| ---- | ---- | - | - | - | - | - | - | - |
| 46   | 46   | - | - | - | - | - | - | - |

## Culture locale et patrimoine

### Lieux et monuments
- L'église Saint-Étienne de Wargemoulin a été construite en 1865. Elle a été lourdement endommagée pendant la Première Guerre mondiale puis restaurée[29].
- La fontaine Saint-Gengoult.